# ژان کالین
ژان کالین (انگلیسی: Jean Colin) بازیگر اهل کشور بریتانیا بود.از جمله فیلم‌هایی که وی در انها بازی کرده میتوان به آخرین تعطیلات اشاره نمود.